# 시곡초등학교
시곡초등학교(枾谷初等學校)는 대한민국 경기도 안산시 상록구 사동에 있는 공립 초등학교이다.

## 학교 연혁
- 1994년 6월 1일: 개교 (시곡국민학교)

## 참고 자료
- 시곡초등학교 - 한국교육학술정보원 학교알리미